# 623 (szám)
A 623 (római számmal: DCXXIII) egy természetes szám, félprím, a 7 és a 89 szorzata.

## A szám a matematikában
A tízes számrendszerbeli 623-as a kettes számrendszerben 1001101111, a nyolcas számrendszerben 1157, a tizenhatos számrendszerben 26F alakban írható fel.
A 623 páratlan szám, összetett szám, azon belül félprím, kanonikus alakban a 71 · 891 szorzattal, normálalakban a 6,23 · 102 szorzattal írható fel. Négy osztója van a természetes számok halmazán, ezek növekvő sorrendben: 1, 7, 89 és 623.
A 623 négyzete 388 129, köbe 241 804 367, négyzetgyöke 24,95997, köbgyöke 8,54075, reciproka 0,0016051. A 623 egység sugarú kör kerülete 3914,42445 egység, területe 1 219 343,215 területegység; a 623 egység sugarú gömb térfogata 1 012 867 764,0 térfogategység.